# Niederstaffelbach

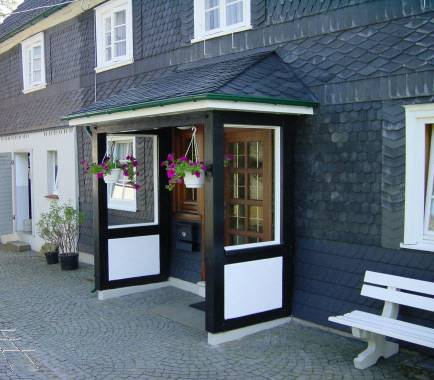
Verschiefertes Bauernhaus in Niederstaffelbach

Niederstaffelbach ist ein Ortsteil von Nümbrecht im Oberbergischen Kreis im südlichen Nordrhein-Westfalen innerhalb des Regierungsbezirks Köln. Der Ort liegt in Luftlinie rund 4,7 km nordwestlich vom Ortszentrum von Nümbrecht entfernt.

## Lage und Beschreibung
Der Ort liegt zwischen Drabenderhöhe im Norden und Marienberghausen im Süden.

## Erstnennung
1316 wurde der Ort das erste Mal urkundlich erwähnt und zwar „Teilung der Leute von Nümbrecht“.
Schreibweise bei der Erstnennung war Staffilbech.  Dieses gilt für Ober- und Niederstaffelbach.